# Stazione di Gesso
La stazione di Gesso era una stazione ferroviaria posta lungo la linea Palermo-Messina che fino al 1994/1997 serviva Gesso frazione di Messina.

## Storia
La fermata entrò in servizio alcuni anni dopo l'attivazione della linea.
Il 20 luglio 1915 venne trasformata in stazione.
L'impianto continuò il suo esercizio fino alla sua chiusura avvenuta tra il 1994 e il 1997 mentre la sede ferroviaria continuò fino il 29 novembre 2001 a seguito della variante in galleria tra Villafranca Tirrena e Messina Centrale.

## Strutture e impianti
La fermata disponeva di un fabbricato viaggiatori, di tre binari passanti e due binari tronchi.